# Gisela Mauermayerová
Gisela Mauermayerová (24. listopadu 1913 Mnichov – 9. ledna 1995 Mnichov) byla německá atletka, olympijská vítězka ve hodu diskem.

## Sportovní kariéra
Olympijská vítězka v hodu diskem z Berlína z roku 1936. Na mistrovství Evropy v roce 1938 zvítězila v soutěži diskařek a získala stříbrnou medaili ve vrhu koulí. Šestkrát zlepšila světový rekord v hodu diskem (až na 48,31 m v roce 1936), byla také držitelkou světového rekordu ve vrhu koulí (14,38 m z roku 1934).